# Ezzedine Attia
Pour les articles homonymes, voir Attia.
Pas d'image ? Cliquez ici

a Compétitions nationales et continentales officielles uniquement.

b Matchs officiels uniquement.
Ezzedine Attia, né le 8 janvier 1968 à Morchana (Tunisie), est un joueur tunisien de rugby à XIII, international français évoluant au poste de deuxième ligne.
Il a joué entre autres pour le club de Roanne, Cannes et Carpentras dans les années 1990 et fait un stage en Australie, au sein du club des « Jindabyne Snowy River Bears » aux côtés de Jean-Charles Giorgi.
Fort de ses performances en club, il est sélectionné à huit reprises entre 1993 et 1995 en équipe de France et prend part à la tournée de 1994 affrontant la Papouasie-Nouvelle-Guinée, l'Australie et les Fidji.

## Palmarès
- Collectif :
  - Vainqueur du championnat de France de 2e division : 1993 (Cannes).

## Détails en sélection
| 1. | 7 mars 1993      | Grande-Bretagne           | 6-48  | Coupe du monde | Deuxième ligne  | - | - | - | - |
| 2. | 21 novembre 1993 | Nouvelle-Zélande          | 11-36 | Test-match     | Deuxième ligne  | - | - | - | - |
| 3. | 20 mars 1994     | Grande-Bretagne           | 4-12  | Coupe du monde | Remplaçant      | - | - | - | - |
| 4. | 26 juin 1994     | Papouasie-Nouvelle-Guinée | 22-29 | Tournée        | Deuxième ligne  | - | - | - | - |
| 5. | 6 juillet 1994   | Australie                 | 0-58  | Tournée        | Deuxième ligne  | - | - | - | - |
| 6. | 9 juillet 1994   | Fidji                     | 12-30 | Tournée        | Deuxième ligne  | - | - | - | - |
| 7. | 15 février 1995  | Angleterre                | 16-19 | Coupe d'Europe | Remplaçant      | - | - | - | - |
| 8. | 5 mars 1995      | Pays de Galles            | 10-22 | Coupe d'Europe | Troisième ligne | - | - | - | - |